# Ashambulijstergaai
De ashambulijstergaai (Montecincla meridionalis) is een zangvogel uit de familie (Leiothrichidae). Het is een kwetsbare, endemische vogelsoort in Zuid-India.

## Herkenning
Deze lijstergaai lijkt sterk op de grijsborstlijstergaai (M. jerdoni). De lichte wenkbrauwstreep is echter korter en het zwart rond het oog en de zwarte bef ontbreken. De borst is grijs gestreept en daaronder zijn de flanken kastanjebruin, terwijl de grijsborstlijstergaai daar een lichtere roestbruin gekleurde buik heeft.

## Verspreiding en leefgebied
Deze soort komt voor in India in het zuidelijk deel van de West-Ghats in het zuiden van Kerala en Tamil Nadu. Het is een standvogel en het leefgebied bestaat uit de ondergroei langs beken in gebieden met thee- en kardamomplantages, soms ook in tuinen.

## Status
De ashambulijstergaai heeft een beperkt verspreidingsgebied en daardoor is de kans op uitsterven aanwezig. De grootte van de populatie werd in 2016 door BirdLife International geschat op  2,5 tot 10 duizend volwassen individuen en de populatie-aantallen nemen af door habitatverlies. Het leefgebied wordt aangetast door exploitatie, zoals het verzamelen van brandhout, overbegrazing door vee en de bouw van huizen en infrastructuur. Om deze redenen staat deze soort als kwetsbaar op de Rode Lijst van de IUCN.